# Henry Hub
Le Henry Hub est un centre de distribution de gaz naturel situé à Erath en Louisiane. Longtemps propriété de Chevron, il a été racheté par Enlink en 2014 . Physiquement, il s'agit d'un ensemble de compresseurs distribuant le gaz entre plusieurs gazoducs.
Il revêt une importance particulière car il sert de point de référence pour le calcul du prix des contrats à terme de gaz naturel pour l'ensemble du marché national. Ces contrats sont cotés au NYMEX. 